# Michnowicze (rejon bereski)
Michnowicze (biał. Міхнавічы, Michnawiczy; ros. Михновичи, Michnowiczi) – wieś na Białorusi, w obwodzie brzeskim, w rejonie bereskim, w sielsowiecie Sielec.

## Historia
W XIX i w początkach XX w. położone były w Rosji, w guberni grodzieńskiej, w powiecie prużańskim, w gminie Sielec.
W dwudziestoleciu międzywojennym leżały w Polsce, w województwie poleskim, w powiecie prużańskim, w gminie Sielec. W 1921 miejscowość liczyła 74 mieszkańców, zamieszkałych w 16 budynkach, w tym 40 Polaków i 34 Białorusinów. 53 mieszkańców było wyznania prawosławnego i 21 rzymskokatolickiego.
Po II wojnie światowej w granicach Związku Sowieckiego. Od 1991 w niepodległej Białorusi.